# Ronde van Frankrijk 2015/Eerste etappe
De eerste etappe van de Ronde van Frankrijk 2015 werd verreden op zaterdag 4 juli 2015 in Utrecht in de Nederlandse provincie Utrecht. Het was een individuele tijdrit over een afstand van 13,7 kilometer. De rit was de enige individuele tijdrit in de Ronde van Frankrijk 2015.

## Parcours
De tijdrit werd binnen Utrecht gereden over een parcours van 13,7 kilometer. De renners startten op de Truus van Lierlaan, vervolgens ging de route via de Balijelaan, de Vondellaan en de Albatrosstraat naar de Venuslaan. De renners volgden de Venuslaan die overgaat in de Rubenslaan en later de Herculeslaan, waarna zij linksaf de Weg tot de Wetenschap op reden. De Archimedeslaan en de Waterlinieweg brachten de renners vervolgens weer terug het centrum in, waar zij over de Biltstraat en de Maliesingel gingen om vervolgens via de Vondellaan en de Croeselaan te finishen nabij de Jaarbeurs.

## Verloop
Het weer was zeer warm voor Nederlandse begrippen, met temperaturen ruim boven de 30 graden. Jos van Emden zette als een van de eerste rijders een snelle tijd van 15'11" neer. Hij werd als snelste rijder afgelost door Rohan Dennis in 14'56". Dennis verbeterde met 55.45 km/u de hoogste gemiddelde snelheid in een tijdrit van Chris Boardman in de proloog van 1994. Als eerste van de grote favorieten voor de ritzege startte de Nederlander Tom Dumoulin. Hij was sneller dan van Emden, maar 8 seconden langzamer dan Dennis, en kwam dus op de tweede plaats in de voorlopige stand. Ook Tony Martin (15'01") en Fabian Cancellara (15'02") wisten de tijd van Dennis niet te verbeteren, die daarmee toch wel verrassend winnaar van de etappe en geletruidrager werd.
Van de favorieten voor de eindzege in het algemeen klassement startte Nairo Quintana als eerste. Hij zette een tijd neer van 15'57". Thibaut Pinot deed exact 20 seconden sneller. Bauke Mollema reed voor zijn doen een goede tijdrit in 15'33". Zijn landgenoten Wilco Kelderman en Robert Gesink waren nog enkele seconden sneller. De eerste favoriet die tijd toegaf op Quintana was Romain Bardet, die finishte in 16'30". Alejandro Valverde, Chris Froome en Alberto Contador hadden allen tegenvallende tijden, en eindigden niet in de top 20. Ook Vincenzo Nibali, die als tourwinnaar van 2014 als laatste startte, lukte dat niet, hij werd 22e in 15'39", maar was daarmee wel sneller dan Froome (15'46"), Contador (15'54") en Quintana.
Verschillende Nederlanders reden in eigen land een sterke tijdrit, met 3 rijders in de top 10 en 6 in de top 20. Jos van Emden haalde de beste tijd op het meetpunt halverwege. Beste Belg werd Sep Vanmarcke in 15'45", een seconde sneller dan Greg Van Avermaet.

## Uitslagen
| Rituitslag Utrecht – Utrecht (13,7 km) |                      |                     |        |
| Plaats                                 | Naam                 | Ploeg               | Tijd   |
| Winnaar                                | Rohan Dennis         | BMC Racing Team     | 14'56" |
| 2                                      | Tony Martin          | Etixx-Quick Step    | +5"    |
| 3                                      | Fabian Cancellara    | Trek Factory Racing | +6"    |
| 4                                      | Tom Dumoulin         | Team Giant-Alpecin  | +8"    |
| 5                                      | Jos van Emden        | Team LottoNL-Jumbo  | +15"   |
| 6                                      | Jonathan Castroviejo | Team Movistar       | +23"   |
| 7                                      | Matthias Brändle     | IAM Cycling         | z.t.   |
| 8                                      | Adriano Malori       | Team Movistar       | +29"   |
| 9                                      | Wilco Kelderman      | Team LottoNL-Jumbo  | +30"   |
| 10                                     | Stephen Cummings     | MTN-Qhubeka         | +32"   |
| 11                                     | Robert Gesink        | Team LottoNL-Jumbo  | +33"   |
| 12                                     | Geraint Thomas       | Team Sky            | z.t.   |
| 13                                     | Alex Dowsett         | Movistar            | +36"   |
| 14                                     | Bauke Mollema        | Trek Factory Racing | +37"   |
| 15                                     | Bob Jungels          | Trek Factory Racing | +38"   |
| 16                                     | Dylan van Baarle     | Cannondale-Garmin   | z.t.   |
| 17                                     | Rigoberto Urán       | Etixx-Quick Step    | +40"   |
| 18                                     | Thibaut Pinot        | FDJ                 | +41"   |
| 19                                     | Peter Sagan          | Tinkoff-Saxo        | z.t.   |
| 20                                     | Tejay van Garderen   | BMC Racing Team     | +42"   |
|                                        |                      |                     |        |
| 36                                     | Sep Vanmarcke        | Team LottoNL-Jumbo  | +49"   |

## Klassementen
Het individueel algemeen klassement was na deze eerste etappe identiek aan de etappe-uitslag (zie boven).
| Ploegenklassement |                     |         |
| Plaats            | Ploeg               | Tijd    |
|                   | Team LottoNL-Jumbo  | 46'06"  |
| 2                 | Trek Factory Racing | + 0'03" |
| 3                 | BMC Racing Team     | + 0'08" |
| 4                 | Team Movistar       | + 0'10" |
| 5                 | Etixx-Quick Step    | + 0'12" |
| 6                 | Team Giant-Alpecin  | + 0'34" |
| 7                 | IAM Cycling         | + 0'40" |
| 8                 | Team Sky            | + 0'48" |
| 9                 | Astana              | + 0'54" |
| 10                | Orica-GreenEdge     | + 0'59" |

### Nevenklassementen
Voor het bergklassement werden in deze etappe nog geen punten toegekend.
| Puntenklassement |                   |                     |        |
| Plaats           | Naam              | Ploeg               | Punten |
| Groene trui      | Rohan Dennis      | BMC Racing Team     | 20     |
| 2                | Tony Martin       | Etixx-Quick Step    | 17     |
| 3                | Fabian Cancellara | Trek Factory Racing | 15     |
|                  |                   |                     |        |
| 4                | Tom Dumoulin      | Team Giant-Alpecin  | 13     |

| Jongerenklassement |                 |                    |         |
| Plaats             | Naam            | Ploeg              | Tijd    |
| Witte trui         | Rohan Dennis    | BMC Racing Team    | 14'56"  |
| 2                  | Tom Dumoulin    | Team Giant-Alpecin | + 0'08" |
| 3                  | Wilco Kelderman | Team LottoNL-Jumbo | + 0'30" |
|                    |                 |                    |         |
| 17                 | Tim Wellens     | Lotto Soudal       | + 1'21" |